# Blepephaeopsis nigrosparsus
Blepephaeopsis nigrosparsus là một loài bọ cánh cứng trong họ Cerambycidae.